# Wolfgang René Hess

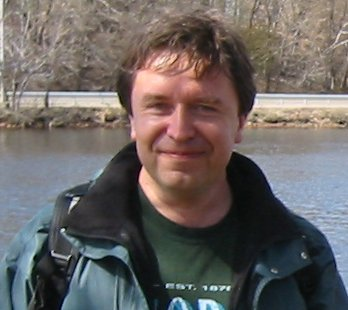
Wolfgang R. Hess

Wolfgang René Hess (* 8. Februar 1961 in Berlin) ist ein deutscher Professor für Genetik und experimentelle Bioinformatik an der Fakultät für Biologie der Albert-Ludwigs-Universität Freiburg.

## Biographie
Wolfgang R. Hess studierte von 1982 bis 1987 Biologie an der Universität Rostock und an der Humboldt-Universität zu Berlin, wo er 1990 mit der Arbeit Untersuchungen zur Expression licht- und gewebespezifisch regulierter Gene höherer Pflanzen promoviert wurde. Nach einer Postdoc-Zeit 1993/1994 am CNRS Institut für Meeresbiologie in Roscoff, Frankreich, habilitierte er sich 1999 an der Humboldt-Universität. Nach vier Jahren als wissenschaftlicher Oberassistent an der Humboldt-Universität ging er 2000 an das Massachusetts Institute of Technology und wurde 2003 Gründungsdirektor der Ocean Genome Legacy Foundation, einer privat finanzierten Stiftung zur Genomforschung der Biotechnologiefirma New England Biolabs. 2004 wechselte er als Professor für Experimentelle Bioinformatik an die Universität Freiburg, wo er noch heute forscht und lehrt.
Hess ist der Sprecher des Freiburger FORSYS (Forschungseinheiten der Systembiologie) Forschungszentrums FRISYS.

## Forschung
Die Arbeitsgruppe von Professor Hess befasst sich mit Fragen der funktionellen Genomanalyse auf den Gebieten der Photosynthese und der Steuerung der Transkription und RNA-Prozessierung in prokaryotischen Organismen (Bakterien). Ein Schwerpunkt liegt dabei auf der Gruppe der Cyanobakterien. Diese Untersuchungen werden ergänzt durch Untersuchungen an den genetischen Systemen der Chloroplasten und Mitochondrien, insbesondere der Gerste (Hordeum vulgare L.). Die Resultate dieser Untersuchungen haben Eingang in 60 Publikationen gefunden.
Als Gründungsdirektor der Ocean Genome Legacy Foundation in Boston von 2003 bis 2004 hat Hess wesentlich zur Strategie dieser neuen Forschungseinrichtung auf dem Gebiet der marinen Mikrobiologie und Genomforschung mariner Organismen insgesamt beigetragen. Als Professor für Experimentelle Bioinformatik befassen sich er und seine Arbeitsgruppe seit 2004 verstärkt mit der post-genomischen Analyse prokaryotischer Organismen. Es besteht ein starkes Interesse daran, die an Modellorganismen entwickelten Methoden in großem Umfang auf Prokaryoten mit Relevanz für Medizin, Biotechnologie und Umwelt anzuwenden. Ein zunehmend wichtiger Aspekt ist in diesem Kontext der Einsatz systembiologischer Ansätze und Methoden.

## Übersichtsartikel und Buchbeiträge
- 1993: Börner T., Hess W.R., (1993): Altered nuclear, mitochondrial and plastid gene expression in white barley cells containing ribosome-deficient plastids. In: Plant Mitochondria, Kück U., Brennicke A. (eds.), Verlag Chemie, Weinheim, Germany, pp. 207–220. ISBN 3-527-30033-3
- 1997: Hess W.R., Linke B., Börner T. (1997): Effects of plastid differentiation on nuclear gene transcription. In: Intertaxonic Combination and Symbiotic Adaptation, Schenk, H.E.A., Herrmann, R.G., Jeon, K.W., Müllert, N.E., Schwemmler, W. (eds.), Springer Verlag, Heidelberg, Germany, pp. 233–242. ISBN 3-540-63375-8
- 1999: Börner, T., Hedtke, B., Hess W.R., Hübschmann, T., Legen, J., Herrmann, R.G., Weihe, A. (1999): Phage-type RNA polymerases in higher plants. In: The Chloroplast: from Molecular Biology to Biotechnology, Argyroudi-Akoyunoglou, J.H., Senger, H. (eds.), Kluwer Acad. Publishers, pp. 73–78. ISBN 0-7923-5576-8
- Hess W.R., Partensky F. (1999): Analysis of a phycobiliprotein gene cluster in Prochlorococcus marinus CCMP 1375: Identification of a putative linker polypeptide and the phylogeny of Prochlorococcus phycoerythrins. In: The Photosynthetic Prokaryotes, Peschek, G.A., Löffelhardt, W., Schmetterer G. (eds.), Plenum Press New York, USA. pp. 751–761. ISBN 0-306-45923-X
- 2005: Rediger A., Axmann I.M, Hess W.R. (2005) Analyzing the Prochlorococcus light-harvesting system: regulatory sequence elements and novel antisera. In: Photosynthesis: Fundamental Aspects to Global Perspectives. ISBN 1-891276-39-5
- 2008: Hess W.R. (2008) Comparative genomics of marine cyanobacteria and their phages. In: Genomics and Molecular Biology of Cyanobacteria. Herrero A. and Flores E., eds. Horizon Scientific Press (Norwich, UK), 89–116. ISBN 1-904455-15-8
- 2011: Hess W.R., Marchfelder A. (2011) Regulatory RNAs in Prokaryotes. Springer Vienna, ISBN 3-7091-0217-0